# Baba (istennő)
Baba sumer anyaistennő, „a bőség úrnője”. Anyja Gatumdu, nagyapja An, a sumer pantheon főistene, az istenek atyja. Férje Ningírszu, lagasi termékenység- és hadisten. Hét leányuk ismert a sumer himnuszokból. Eredetileg Urból származhatott, ahol a legkorábbi ismert temploma állt. Lagasban Gula és Nininszína (Ninszun) istennőkkel is azonosították. Kisben Zababa egyik felesége.

## Kapcsolata a csiki székelyek Babba Máriájával
A székelyföldi hagyományokban ma is élő személy Babba Mária. A témakörben fellelhető néprajzi adatokat Daczó Lukács Árpád ferences atya gyűjtötte össze több évtizedes szolgálata idején.